# Clara Immerwahr
Clara Immerwahr (Polkendorff Farm, 21 giugno 1870 – Berlino, 2 maggio 1915) è stata una chimica tedesca e un'attivista impegnata per i diritti delle donne.
Fu la prima donna a conseguire un dottorato in chimica in Germania. Morì suicida, sconvolta dal lavoro del marito sulle armi chimiche a cui aveva contribuito

## Biografia

### Anni giovanili, educazione e lavoro
Era la figlia più giovane del chimico Philipp Immerwahr e di sua moglie Anna Krohn; crebbe nella fattoria di famiglia con i fratelli di tre anni più grandi, Elli, Rose e Paul. Nel 1890 sua madre morì di cancro e, mentre la sorella Elli e il marito Siegfried continuarono a occuparsi della fattoria, Clara si trasferì con il padre a Breslavia.
Studiò all'Università di Breslavia, ottenendo nel 1900 la laurea e il dottorato in chimica, seguita da Richard Abegg. La sua tesi si intitola Beiträge zur Löslichkeitsbestimmung schwerlöslicher Salze des Quecksilbers, Kupfers, Bleis, Cadmiums und Zinks (Contributi sulla solubilità dei sali poco solubili di mercurio, rame, piombo, cadmio e zinco). Fu la prima donna con un dottorato all'Università di Breslavia e ricevette magna cum laude.
Abegg la nominò sua assistente e insieme pubblicarono due articoli. Il suo prestigio aumentò in particolare alla pubblicazione sulla dissociazione del floruro d'argento che fece con Abegg stesso. Il 1900 fu un anno particolarmente ricco a livello lavorativo perché firmò anche uno studio relativo al potenziale assunto da elettrodi di rame in soluzioni sature di alcuni precipitati.
L'anno dopo, sempre in collaborazione con il suo relatore di tesi, pubblicò uno studio fotochimico di emulsioni di bromuro d’argento..

### Matrimonio
Sposò Fritz Haber nel 1901. Clara veniva da una famiglia ebrea e si era convertita al cristianesimo nel 1897. A causa delle aspettative sociali del tempo, secondo cui il ruolo di una donna sposata era di occuparsi della casa, aveva possibilità molto limitate di condurre ricerche. Contribuì però, senza che le fosse riconosciuto, al lavoro del marito, traducendo dal tedesco all'inglese. Nel 1902 nacque il primo e unico figlio della coppia, Herrmann Haber (1902-1946).
La sofferenza per il suo ruolo sottomesso traspare dalle confidenze scambiate con un'amica:
Durante la prima guerra mondiale, il marito diventò un convinto sostenitore degli sforzi militari tedeschi e giocò un ruolo fondamentale nello sviluppo delle armi chimiche (in particolare i gas velenosi). I suoi sforzi sarebbero poi culminati nella supervisione del primo utilizzo di successo di un'arma di distruzione di massa nella storia militare, avvenuto nelle Fiandre, il 22 aprile 1915, durante la seconda battaglia di Ypres.

### Morte
Appena dopo il ritorno di Haber dal Belgio, Clara, che era una pacifista, profondamente sconvolta dal lavoro del marito sulle armi chimiche, si suicidò con un colpo al petto usando la pistola militare del marito. Spirò a 44 anni tra le braccia del figlio adolescente. La mattina dopo la sua morte, Haber lasciò la casa per coordinare il primo attacco con il gas contro i russi sul fronte orientale, senza partecipare al funerale.
Sei giorni dopo la sua morte, solo il giornale locale Grunewald-Zeitung scrisse che «la moglie del dottor H. a Dahlem, che era al fronte, ha messo fine alla sua vita sparandosi. Le ragioni del triste atto della donna rimangono sconosciute». Non c'è prova che ci sia stata un'autopsia. Le cause non documentate della sua morte sono, quindi, controverse come le motivazioni.
Le ceneri di Fritz Haber e quelle di Clara Immerwahr sono sepolte insieme nel cimitero di Basilea. Il figlio della coppia, Hermann Haber, emigrò negli Stati Uniti, dove si suicidò nel 1946. il figlio di Fritz Haber e della seconda moglie, Charlotte, pubblicò un libro sulla storia del gas velenoso, The Poisonous Cloud (1986).